# Romarad

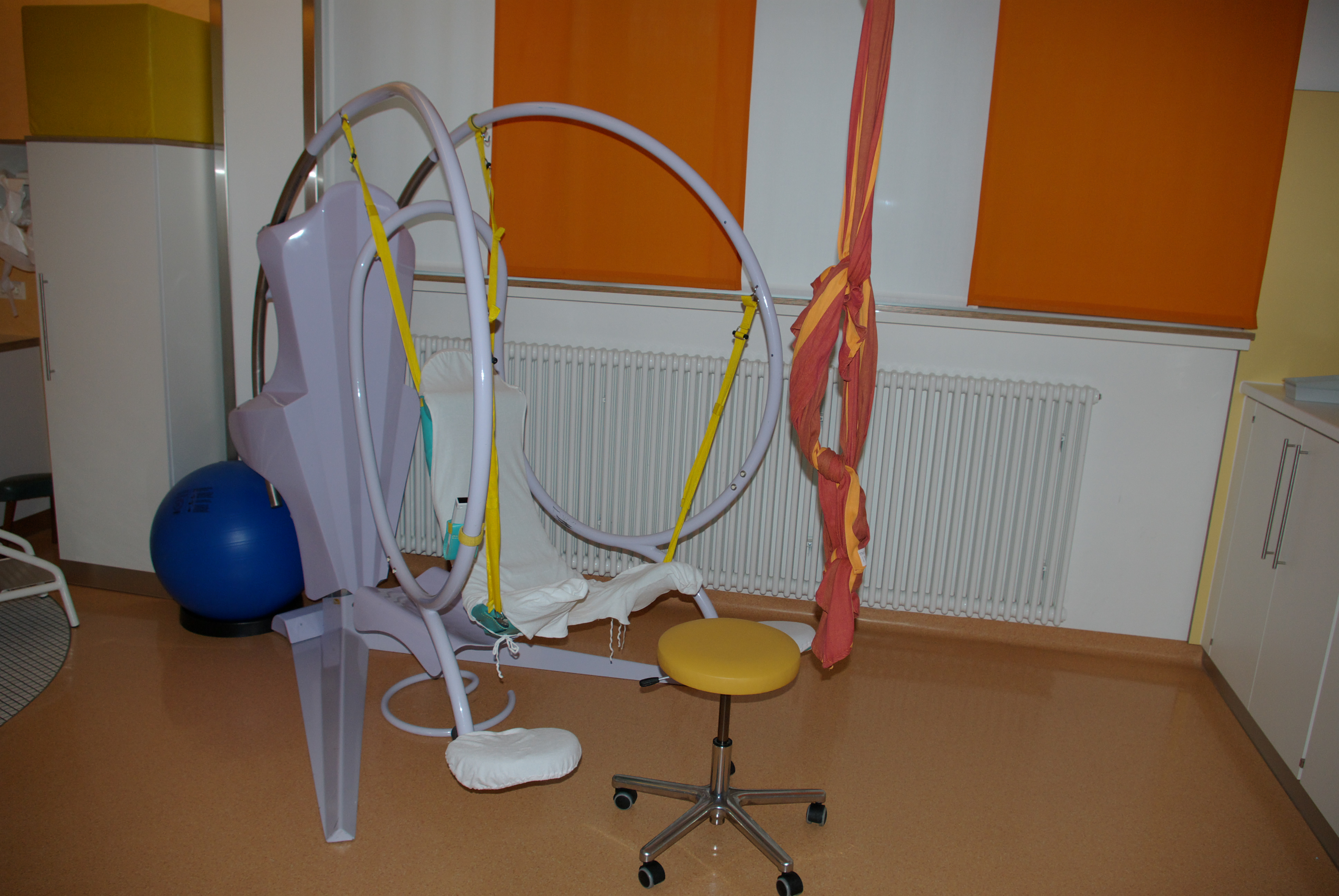
Romarad in einem Kreißsaal

Das Romarad (auch Geburtsrad) ist ein besonderer Gebärstuhl, der in der Geburtshilfe eingesetzt wird. Es besteht aus einem in einem Rad schwebenden Hocker, der ein Gefühl der Schwerelosigkeit vermittelt. Die schwangere Frau setzt sich zum Gebären in den Hocker, die Beine werden in einer gespreizten Position befestigt, die Hände werden an die radähnliche Halterung gelegt. Das Rad kann in mehrere Stellungen gebracht werden und ermöglicht somit die Geburt aus einer halbwegs liegenden bis in eine mehr oder weniger aufrechte Position mit Überwachung und Hilfestellung.
Erfunden wurde das Romarad in den 1990er Jahren vom Liestaler Paul Degen, der nach einer Rückenoperation für mehrere Wochen bewegungslos im Bett verharren musste. Romaräder werden bisher vor allem in Schweizer Spitälern angeboten. Das Kantonsspital Frauenfeld arbeitet zurzeit an einer Studie über die Geburt im Romarad.